# Ivan Šusteršič
Ivan Šusteršič, též Ivan Šušteršič (29. května 1863 Ribnica – 20. září 1925 Lublaň), byl rakouský politik slovinské národnosti, na konci 19. a počátku 20. století poslanec Říšské rady.

## Biografie
Chodil na gymnázium v Lublani, v letech 1881–1885 vystudoval práva na Vídeňské univerzitě. Roku 1889 promoval ve Štýrském Hradci. Působil jako právník, od roku 1894 coby samostatný advokát. Byl aktivní ve veřejném a politickém životě jako člen Katolické národní strany, později Slovinské lidové strany. Již od roku 1899 působil jako předseda Katolického politického spolku. Od roku 1901 byl poslancem Kraňského zemského sněmu.
Na konci 19. století se zapojil i do celostátní politiky. V doplňovacích volbách roku 1896 získal mandát v Říšské radě (celostátní zákonodárný sbor) za kurii venkovských obcí, obvod Lublaň, Litija atd. Slib složil 1. října 1896. Za týž obvod uspěl i v řádných volbách do Říšské rady roku 1897. Rezignaci na mandát oznámil na schůzi 20. dubna 1898. Do parlamentu pak místo něj usedl Ivan Vencajz. Do Říšské rady se vrátil ve volbách do Říšské rady roku 1901, nyní za všeobecnou kurii, obvod Lublaň, Vrhnika, Ribnica atd. Mandát získal i ve volbách do Říšské rady roku 1907, konaných poprvé podle všeobecného a rovného volebního práva, kdy byl zvolen za obvod Kraňsko 2. Byl poslancem Slovinského klubu. Mandát obhájil za týž obvod i ve volbách do Říšské rady roku 1911. Usedl do klubu Chorvatsko-slovinská jednota. V parlamentu setrval do zániku monarchie. K roku 1911 se profesně uvádí jako zemský hejtman a advokát.
V období let 1912–1918 zastával funkci zemského hejtmana Kraňska. Po roce 1918 odešel dočasně pro politické neshody do Tyrolska. Roku 1922 se na výzvu krále vrátil do Jugoslávie, neúspěšně kandidoval následujícího roku v parlamentních volbách, pak trvale opustil politiku.